# フリオ・ドス・サントス
フリオ・ダニエル・ドス・サントス・ロドリゲス（Julio Daniel Dos Santos Rodríguez, 1983年5月7日 - ）は、パラグアイ出身の元サッカー選手。現役時代のポジションはミッドフィールダー。

## 経歴
2006年にブンデスリーガの名門、バイエルン・ミュンヘンに移籍。チェルシーFCへと移籍したミヒャエル・バラックの後継者候補の一人と期待されていた。しかし目立った活躍はできず、2006シーズン途中からVfLヴォルフスブルクにレンタル移籍。
2007-08シーズンはUDアルメリアとグレミオへレンタル移籍し、2008シーズン途中からアトレチコ・パラナエンセに完全移籍をした。
2006 FIFAワールドカップやコパ・アメリカ2007にも出場した。

## 代表歴

### 出場大会
- パラグアイ代表
  - 2006 FIFAワールドカップ

### 試合数
- 国際Aマッチ 33試合 4得点（2004年-2014年）[1]

| パラグアイ代表 | 国際Aマッチ | 国際Aマッチ |
| 年             | 出場        | 得点        |
| -------------- | ----------- | ----------- |
| 2004           | 6           | 1           |
| 2005           | 7           | 3           |
| 2006           | 6           | 0           |
| 2007           | 4           | 0           |
| 2008           | 0           | 0           |
| 2009           | 0           | 0           |
| 2010           | 0           | 0           |
| 2011           | 3           | 0           |
| 2012           | 4           | 0           |
| 2013           | 2           | 0           |
| 2014           | 1           | 0           |
| 通算           | 33          | 4           |